# Luke Ford

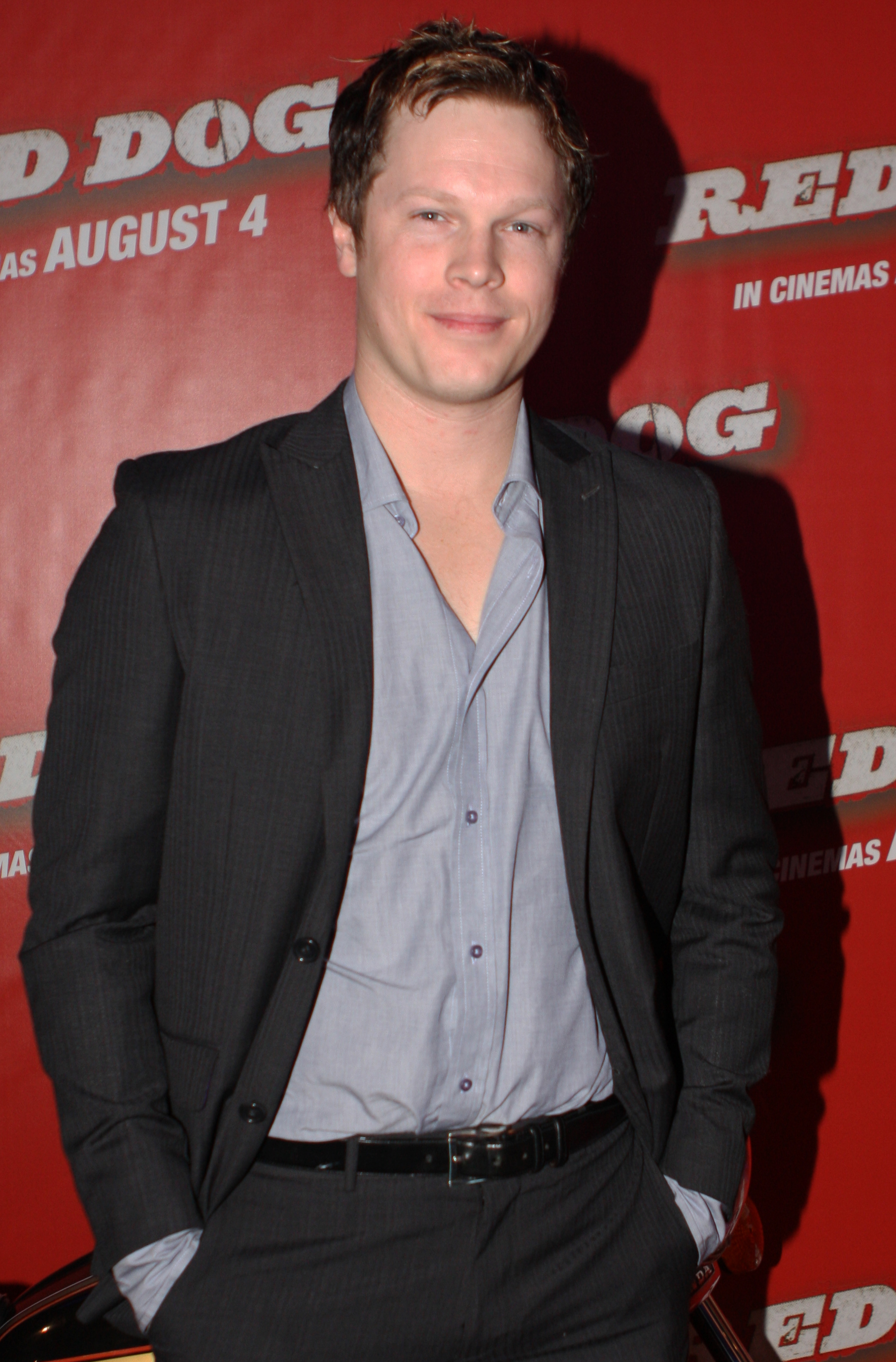
Luke Ford (2011)

Luke Ford (* 26. März 1981 in Vancouver, Kanada) ist ein australischer Schauspieler.

## Leben und Karriere
Der 1981 in Vancouver geborene Ford hatte zuerst verschiedene Auftritte in Fernsehserien, bevor er in dem Spielfilm The Black Balloon eine Hauptrolle als Autist übernahm. Der Film gewann im Jahr 2008 den Gläsernen Bären in der Kategorie Generation 14Plus. Ford übernahm auch Rollen in verschiedenen australischen Fernsehserien, wie etwa McLeods Töchter oder Water Rats. Außerdem wurde er für einen Logie Award in der Kategorie Best New Talent für seine Darstellung des Craig Woodland in die engere Auswahl genommen. 2007 übernahm er neben Brendan Fraser, Maria Bello und John Hannah eine Rolle in Die Mumie: Das Grabmal des Drachenkaisers, dem dritten Teil der Mumien-Reihe, in der er Alexander Rupert O'Connell spielt. 2010 besetzte ihn der Regisseur David Michôd in seinem Krimi-Drama Königreich des Verbrechens neben Schauspielern wie Ben Mendelsohn, Joel Edgerton oder Guy Pearce. 2011 folgte der Film Red Dog. 2015 sah man Luke Ford unter der Regie von Shane Abbess in dem australischen Science-Fiction-Horrorthriller Infini neben Luke Hemsworth.

## Filmografie (Auswahl)
- 2001–2004: McLeods Töchter (McLeod’s Daughters, Fernsehserie, 20 Episoden)
- 2006: Kokoda: 39th Battalion
- 2008: The Black Balloon
- 2008: Die Mumie: Das Grabmal des Drachenkaisers (The Mummy: Tomb of the Dragon Emperor)
- 2009: Ghost Machine
- 2010: Königreich des Verbrechens (Animal Kingdom)
- 2011: Red Dog
- 2011: Face to Face
- 2012: The King Is Dead!
- 2013: Charlie's Country
- 2015: Infini
- 2015: Nothing to Declare
- 2016: The Osiris Child (Science Fiction Volume One: The Osiris Child)
- 2017: What If It Works?
- 2018: A Suburban Love Story
- 2022: Take Down – Ihre Familie war das falsche Ziel (Avarice)